# Apókrisi (Kýthnos)
Apókrisi, en grec moderne : Απόκριση ou Apókrousi (Απόκρουση), est un village sur l'île de Kýthnos, dans les Cyclades, en Grèce.
Selon le recensement de 2011, la population du village compte onze habitants.